# Tachydromia collini
Tachydromia collini är en tvåvingeart som beskrevs av Igor Shamshev 1993. Tachydromia collini ingår i släktet Tachydromia och familjen puckeldansflugor. Inga underarter finns listade i Catalogue of Life.